# إيفان كوزلوف
إيفان كوزلوف (الروسية: Козлов, Иван Иванович) (و. 1779 – 1840 م) هو شاعر، ومترجم من الإمبراطورية الروسية، ولد في موسكو، توفي في سانت بطرسبرغ، عن عمر يناهز 61 عاماً.

## روابط خارجية
- إيفان كوزلوف على موقع ميوزك برينز (الإنجليزية)